# František Boryně ze Lhoty
František Boryně ze Lhoty (31. května 1663 Malonice u Klatov – 26. července 1721 nebo 1722 provincie Mojos, pozdější Bolívie) byl český jezuitský řeholník a misionář, původem šlechtic z roku Boryňů ze Lhoty, dlouhodobě působící na území někdejšího Nového Španělska v Jižní Americe.

## Životopis

### Mládí a studium
Narodil se jako člen jedné z větví nižšího šlechtického rodu Boryňů ze Lhoty, původně pocházejících z Lhoty u Měcholup nedaleko Žatce, v Malonicích poblíž Kolince v západních Čechách.  V šestnácti letech, v lednu roku 1680, vstoupil do jezuitského řádu a vystudoval jezuitské gymnázium v Klatovech. Působil pak v jezuitských kolejích v Březnici a v Olomouci, následně pak jako učitel na různých místech v Čechách. V letech 1691–1693 absolvoval studia teologie na pražské Ferdinandově univerzitě. Roku 1693 byl pak určen k zámořské misijní práci.

### V Novém Španělsku
Spolu s dalšími jezuity se roku 1693 díky plavbě z Janova dopravil do španělského Cádizu, odkud v září odcestoval do Nového Španělska. Po zhruba sedmdesátidenní plavbě přistál v Cartageně (na území pozdější Kolumbie), odkud po souši odcestoval přes Panamu k pobřeží Tichého oceánu, následně pak podnikl plavbu do Limy, pozdějšího hlavního města Peru. Zde strávil rok, následně pak byl poslán ke správně misie San Francisco Borja na řece Maniquí (povodí řeky Mamoré) v provincii Mojos, kam dorazil roku 1697. Zde úspěšně působil po dobu sedmi let. 
Roku 1704 založil novou misijní stanici nazvanou San Pablo, rovněž v oblasti Mojos. Během svého působení přivedl ke katolické víře až několik tisíc původních obyvatel, kteří začali v misiích žít. V misii San Pablo byl postaven také centrální trojlodní kostel, vystavěný dle návrhu Františka Boryně. O jeho práci se zmiňoval jeho řádový kolega, slezský jezuita Stanislav Arlet.

### Úmrtí
František Boryně ze Lhoty zemřel 26. července 1721 nebo 1722 v misii San Pablo ve věku 58 nebo 59 let a byl zde také pohřben. 